# Musée d'Art spontané
Les collections du musée d’Art spontané à Schaerbeek, Bruxelles, présentent les différentes formes non codifiées d’expressions artistiques (art naïf, art brut, etc.).
Sont présents, dans les collections du Musée, de nombreux artistes : entre autres Mireille Bastin ; Yeshayashu Scheinfeld ; Andrée Hotton ; Claudine Loquen ; François Gobert ; Norbert Benoit, Monique Schaar, Adrien Van de Putte.

## Modalités pratiques
- Adresse : rue de la Constitution, 27 à 1030 Bruxelles.
- Horaires : du mardi au samedi de 13 h à 17 h, matinée sur réservation pour groupes.
- Accès : bus 65, 66 et tram 25, 92 et 93